# Rose Chéri

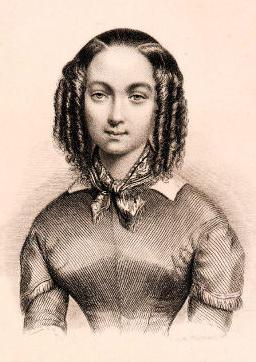
Rose Chéri omstreeks 1845

Rose Chéri, met haar echte naam Rose-Marie Cizos (Étampes, 27 oktober 1824 - Parijs, 22 september 1861) was een Franse theateractrice, een van de bekendste in Frankrijk van haar tijd.
Rose Chéri was een lid van een familie van acteurs en artiesten. Al op zesjarige leeftijd trad ze op samen met haar ouders. In 1841 werd haar talent opgemerkt en werd ze aangenomen bij het Théâtre du Gymnase in Parijs. Door haar natuurlijke charme werd ze daar eerste actrice en speelde in stukken van Eugène Scribe, George Sand, Alexandre Dumas fils en Alfred de Musset. Chéri trouwde met de theaterdirecteur, Adolphe Lemoine (artiestennaam Montigny). Op het einde van haar leven kreeg ze het moeilijk om nog de rol van jonge vrouw te spelen. Ze stierf aan een besmettelijke ziekte, nadat ze haar zieke zoon had verzorgd.
De uitvaartdienst van Rose Chéri vond plaats in de kerk van Passy en ze werd begraven op de begraafplaats van Montmartre.